# Mobile Storytelling
Mobile Storytelling ist ein Zweig der Unterhaltungsindustrie, der zellulare (GSM, UMTS, HSDPA) und lokale (WLAN) Netze, unidirektionale (DVB-H, DMB) Übertragung, Funknavigation und Funkidentifikation verwendet, um unterhaltenden und informativen Content für mobile Endgeräte (Handhelds) bereitzustellen.

## Charakteristika nach Iotzov
- Interaktivität (z. B. IP Datacast, Bewegung im physischen Raum, Upload von User-Generated-Content)
- Kollaborativität/Kollektivität (User-Generated-Content, Alternate Reality Game Communities)
- Immersion (Alternate Reality Games – Videoanrufe, SMS, MMS)
- Kontextsensitivität/Pervasivität (Erweiterte Realität – z. B. Wikitude AR Travel Guide)

## Formate
Erzählende Formate finden Einsatz im mobilen Fernsehen, in standortbezogenen Diensten und Alternate Reality Games. Als Mobisodes werden entweder speziell für die mobile Nutzung produzierte Serien (Made-For-Mobile), mobile Ableger (mobile Spin-offs) oder überarbeitete bzw. angepasste TV-Produktionen (Repurposed) bezeichnet. Multiplattform-Produktionen – u. a. die ARGs – nutzen mobile Kanäle als Modul einer crossmedialen Geschichte.

## Beispiele
Speziell für die mobile Nutzung:
- Random Place (Iconmobile Entertainment, AU)
- PS… I Luv u (Mediacorp Singapur)
- When Evil Calls (Zone Horror, Pure Grass Films, UK)
- FanTESStic (Endemol, UK)

Mobile Ableger:
- 24: Conspiracy (FOX, USA)
- Prison Break: Proof of Innocence (FOX, USA)
- Lost: Missing Pieces (American Broadcasting Company, USA)

Überarbeitete und angepasste Mobisodes:
- Yours Always (Mediacorp Singapur)
- The Simple Life (FOX, USA)

Multiplattform:
- My Story (Gibson Group, Neuseeland)
- Kill your Darling (Universum Film (UFA))

Ortsbezogene Dienste:
- Landvermesser.tv (GPS-basiertes Literaturprojekt auf den Straßen Berlins)
- The 21 Steps (Google Mashup, Wiki Mapia)